# Gusukuma Seihō
Pour les articles homonymes, voir Seiho.
Gusukuma Seihō (城間　清豊), (19 novembre 1614 - 16 novembre 1644) est un peintre de cour officiel auprès de la cour du royaume de Ryūkyū. Il est aussi connu sous le nom Ji Ryō  (自了) et sous le nom à résonance chinoise de Qin Kesheng (欽可聖).

## Biographie
Gusukuma est issu d'une famille aristocratique de Shuri. Son père est musicien mais Gusukuma est sourd-muet et consacre toute son énergie dans une direction différente en apprenant seul à peindre. Il étudie la peinture chinoise qui l'influence fortement.
Ayant entendu parler du jeune peintre, le roi Shō Hō le fait venir à la cour et lui donne le nom de Ji Ryō. Il est dit que les émissaires chinois à l'investiture à Ryūkyū qui ont vu sa peinture la comparent à celle des meilleurs peintres de Chine et que Kanō Yasunobu, peintre de cour pour le shogunat Tokugawa, fait pareillement l'éloge de l'artiste quand une des œuvres de Gusukuma est amenée à Edo par l'émissaire des missions de Ryūkyū à Edo en 1634,.
La plupart des œuvres de Gusukuma sont détruites lors de la bataille d'Okinawa en 1945. Il n'existe qu'une seule œuvre avec le sceau (rakan) qui confirme qu'elle a été peinte par Gusukuma,. Elle est détenue par le musée préfectoral d'Okinawa, désignée bien culturel important de la préfecture d'Okinawa et représente une créature fantastique du nom de bai ze (en) en chinois et hakutaku en japonais.

## Source de la traduction
- (en) Cet article est partiellement ou en totalité issu de l’article de Wikipédia en anglais intitulé « Gusukuma Seihō » (voir la liste des auteurs).